# سن-مانده (متروی پاریس)
سن-مانده (انگلیسی: Saint-Mandé) یکی از ایستگاه‌های خط ۱ متروی پاریس است که در کمون سن-مانده واقع شده و در سال ۱۹۳۴ تأسیس شده‌است. در سال ۲۰۲۱ میلادی ۴٬۷۰۸٬۱۸۳ مسافر از این ایستگاه استفاده کرده‌اند.

## نگارخانه

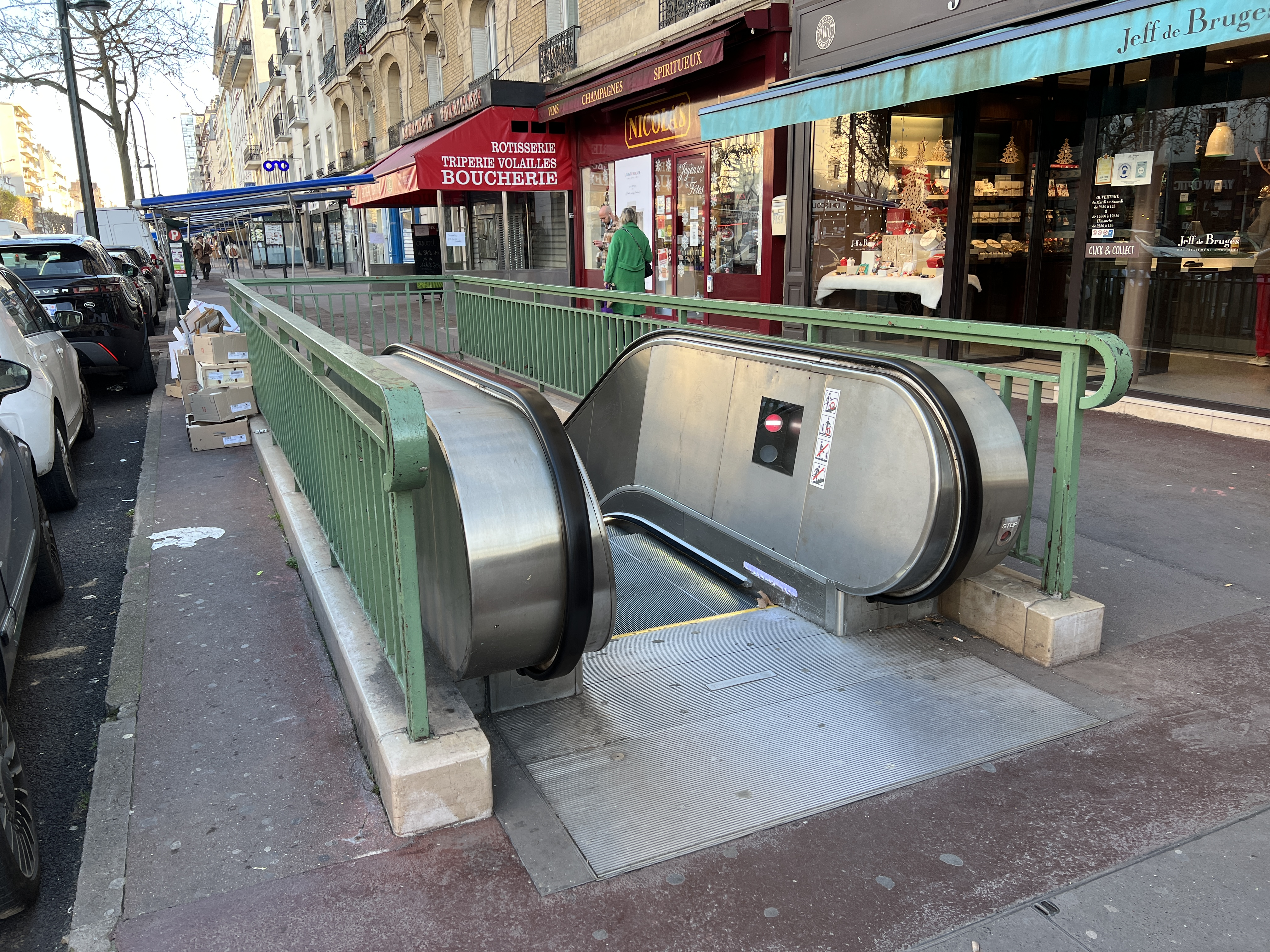
ورودی
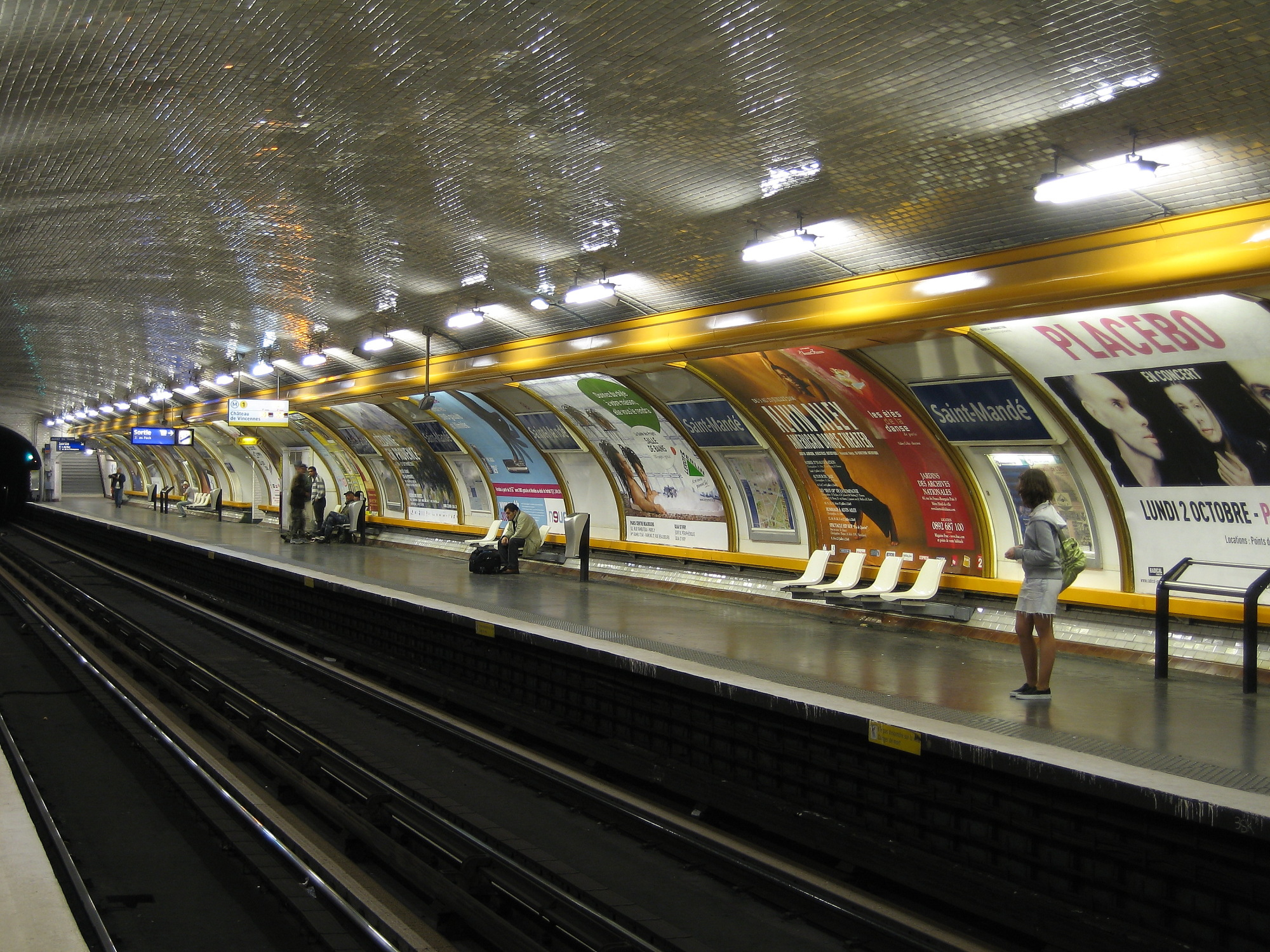
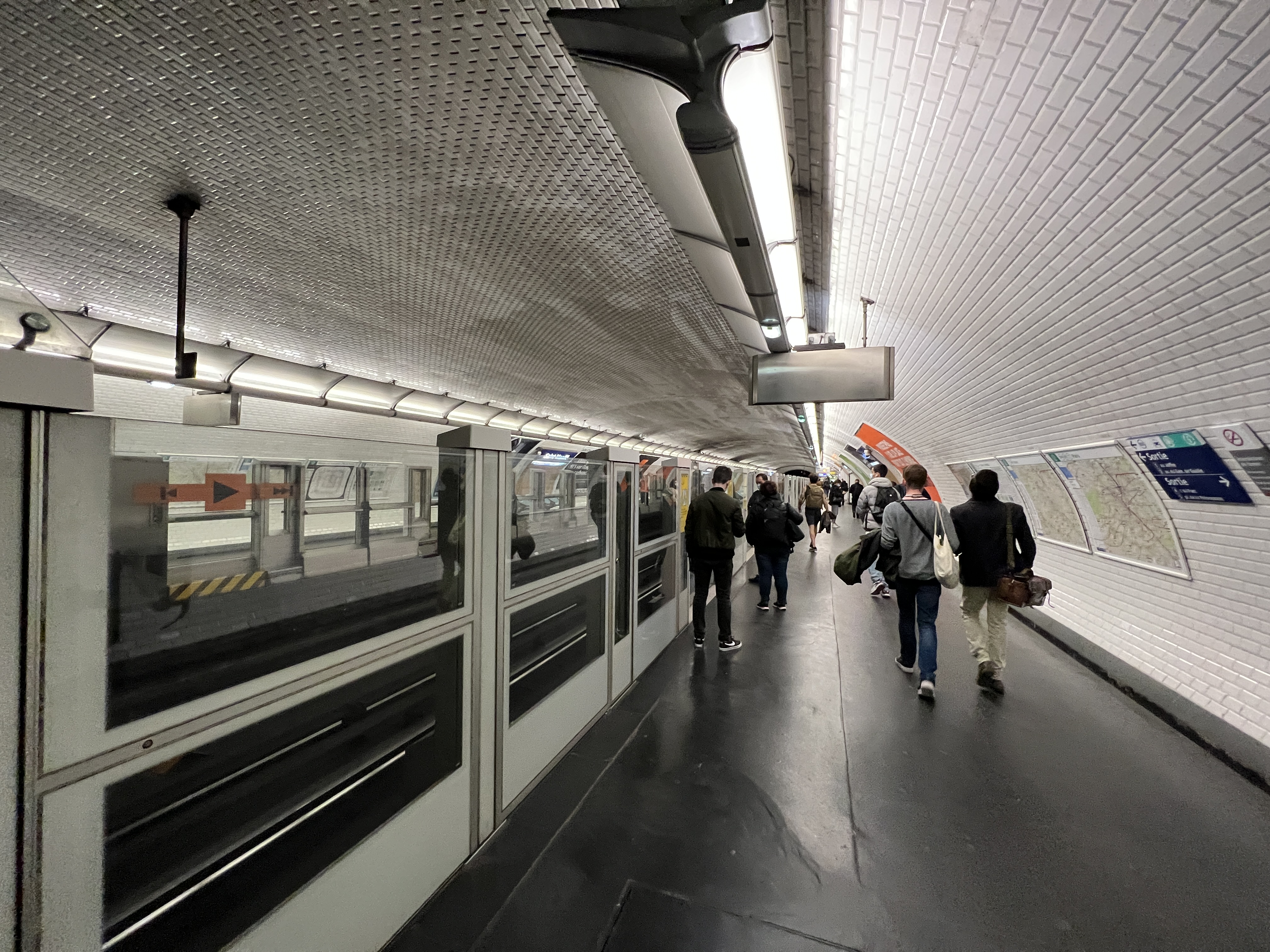